# Melitaea caldaria
Melitaea caldaria är en fjärilsart som beskrevs av Ruggero Verity 1920. Melitaea caldaria ingår i släktet Melitaea och familjen praktfjärilar. Inga underarter finns listade i Catalogue of Life.